# 孔宪涛
孔宪涛（1932年—），男，山东泗水人，中国临床免疫学家，曾任中国人民解放军第二军医大学教授、博士生导师。